# Campeonato Mundial de Atletismo de 2005 - 20 km marcha atlética feminina
A marcha atlética feminina de 20 km no Campeonato Mundial de Atletismo de 2005 foi realizada nas ruas de Helsinque, na Finlândia, no dia 7 de agosto de 2005.

## Recordes
Antes desta competição, os recordes mundiais e do campeonato nesta prova eram os seguintes:
| Tipo                  | Atleta                     | Tempo   | Local              | Data                                      |
| --------------------- | -------------------------- | ------- | ------------------ | ----------------------------------------- |
|                       | Wang Yan Jelena Nikolajewa | 1:26:22 | Cantão Tcheboksary | 19 de novembro de 2001 18 de maio de 2003 |
| Recorde do campeonato | Jelena Nikolajewa          | 1:26:52 | Paris              | 24 de agosto de 2003                      |

Os seguintes recordes mundiais ou do campeonato foram estabelecidos durante esta competição:
| Data        | Evento | Atleta                  | Tempo   | Notas           |
| ----------- | ------ | ----------------------- | ------- | --------------- |
| 7 de agosto | Final  | Olimpiada Ivanova (RUS) | 1:25:41 | Recorde mundial |

## Medalhistas
| Ouro                    | Prata             | Bronze              |
| Olimpiada Ivanova (RUS) | Ryta Turava (BLR) | Susana Feitor (PRT) |

## Calendário
Todos os horários estão no horário local (UTC+2)
| Data        | Horário | Fase  |
| ----------- | ------- | ----- |
| 7 de agosto | 11:35   | Final |

## Resultado final
A final ocorreu dia 7 de agosto às 11:35.
| Pos.              | Atleta                 | Nacionalidade  | Tempo   | Notas                |
| ----------------- | ---------------------- | -------------- | ------- | -------------------- |
| Medalha de ouro   | Olimpiada Ivanova      | Rússia         | 1:25:41 | Recorde mundial      |
| Medalha de prata  | Ryta Turava            | Bielorrússia   | 1:27:05 | Recorde nacional     |
| Medalha de bronze | Susana Feitor          | Portugal       | 1:28:44 | Recorde da temporada |
| 4                 | María Vasco            | Espanha        | 1:28:51 |                      |
| 5                 | Barbora Dibelková      | Chéquia        | 1:29:05 | Recorde nacional     |
| 6                 | Athina Papayianni      | Grécia         | 1:29:21 |                      |
| 7                 | Elisa Rigaudo          | Itália         | 1:29:52 |                      |
| 8                 | Claudia Ștef           | Roménia        | 1:30:07 |                      |
| 9                 | Song Hongjuan          | China          | 1:30:32 |                      |
| 10                | Yuliya Voyevodina      | Rússia         | 1:30:34 |                      |
| 11                | Melanie Seeger         | Alemanha       | 1:31:00 |                      |
| 12                | Kristina Saltanovič    | Lituânia       | 1:31:23 | Recorde da temporada |
| 13                | Elena Ginko            | Bielorrússia   | 1:31:36 |                      |
| 14                | Ana Maria Groza        | Roménia        | 1:31:48 | Recorde da temporada |
| 15                | Vera Santos            | Portugal       | 1:32:17 |                      |
| 16                | Maria Teresa Gargallo  | Espanha        | 1:32:24 |                      |
| 17                | Svetlana Tolstaya      | Cazaquistão    | 1:32:40 |                      |
| 18                | Tatyana Gudkova        | Rússia         | 1:33:05 |                      |
| 19                | Geovana Irusta         | Bolívia        | 1:33:19 |                      |
| 20                | Jane Saville           | Austrália      | 1:33:44 |                      |
| 21                | Cheryl Webb            | Austrália      | 1:33:68 |                      |
| 22                | Jolanta Dukure         | Letônia        | 1:34:24 | Recorde da temporada |
| 23                | Sabine Krantz          | Alemanha       | 1:34:24 |                      |
| 24                | Mária Gáliková         | Eslováquia     | 1:34:38 | Recorde pessoal      |
| 25                | Gisella Orsini         | Itália         | 1:35:05 |                      |
| 26                | Vira Zozulya           | Ucrânia        | 1:35:12 |                      |
| 27                | Inês Henriques         | Portugal       | 1:35:44 |                      |
| 28                | María José Poves       | Espanha        | 1:36:12 |                      |
| 29                | Kim Mi-jung            | Coreia do Sul  | 1:37:01 |                      |
| 30                | Sonata Milušauskaité   | Lituânia       | 1:37:17 |                      |
| 31                | Mayumi Kawasaki        | Japão          | 1:37:30 |                      |
| 32                | Monica Svensson        | Suécia         | 1:38:11 |                      |
| 33                | María Graciela Mendoza | México         | 1:38:11 |                      |
| 34                | Mabel Oncebay          | Peru           | 1:40:46 |                      |
| 35                | Outi Sillanpää         | Finlândia      | 1:41:03 |                      |
| -                 | Yelena Nikolayeva      | Rússia         | DNF     | DNF                  |
| -                 | Miriam Ramón           | Equador        | DNF     | DNF                  |
| -                 | Wang Liping            | China          | DNF     | DNF                  |
| -                 | Sachiko Konishi        | Japão          | DNF     | DNF                  |
| -                 | Nataliya Misyulya      | Bielorrússia   | DNF     | DNF                  |
| -                 | Teresa Vaill           | Estados Unidos | DNF     | DNF                  |
| -                 | Gulnara Mammadova      | Azerbaijão     | DSQ     | DSQ                  |
| -                 | Evelyn Núñez           | Guatemala      | DSQ     | DSQ                  |
| -                 | Olive Loughnane        | Irlanda        | DSQ     | DSQ                  |
| -                 | Jiang Jing             | China          | DSQ     | DSQ                  |
| -                 | Athanasia Tsoumeleka   | Grécia         | DSQ     | DSQ                  |
| -                 | Cristina López         | El Salvador    | DSQ     | DSQ                  |

Legenda
| Recorde mundial       | Recorde mundial (World record)               |                       | Recorde africano                      | Recorde africano (African) |                                           | Q | Classificado por posição (Qualified) |
| Recorde do campeonato | Recorde do campeonato (Championship record)  | Recorde da América    | Recorde da América (Americas)         | q                          | Classificado por melhor tempo (Qualified) |   |                                      |
| Melhor marca do ano   | Melhor marca do ano (World leading)          | Recorde asiático      | Recorde asiático (Asian)              | DNS                        | Não largou (Did not start)                |   |                                      |
| Recorde nacional      | Recorde nacional (National record)           | Recorde europeu       | Recorde europeu (European)            | DNF                        | Não terminou (Did not finish)             |   |                                      |
| Recorde pessoal       | Recorde pessoal do atleta (Personal best)    | Recorde da Oceania    | Recorde da Oceania (Oceania)          | DSQ / DQ                   | Desclassificado (Disqualified)            |   |                                      |
| Recorde da temporada  | Recorde da temporada do atleta (Season best) | Recorde sul-americano | Recorde sul-americano (South America) | NM                         | Sem marca (No mark)                       |   |                                      |